# كايل ناكازاوا
كايل ناكازاوا (بالإنجليزية: Kyle Nakazawa)‏ (16 مارس 1988 بتوررانسي في الولايات المتحدة - ) هو لاعب كرة قدم أمريكي في مركز الوسط. شارك مع منتخب الولايات المتحدة تحت 17 سنة لكرة القدم. أما مع النوادي، فقد لعب مع فيلادلفيا يونيون ولوس أنجلوس غلاكسي وLA Laguna FC ‏ وSan Fernando Valley Quakes ‏.

## وصلات خارجية
- كايل ناكازاوا على موقع الاتحاد الدولي (مؤرشف)  (الإنجليزية)
- كايل ناكازاوا على موقع الدوري الأمريكي (الإنجليزية)
- كايل ناكازاوا على موقع قاعدة بيانات كرة القدم.إي يو (الإنجليزية)